# 이현규
이현규(한국 한자: 李弦奎, 2002년 7월 31일 ~ )는 대한민국의 축구 선수로, 포지션은 라이트백이다. 현재 K리그2 부산 아이파크 소속이다.